# Back to Life (However Do You Want Me)
"Back to Life (However Do You Want Me)" là một bài hát của nhóm nhạc Anh quốc Soul II Soul hợp tác với nghệ sĩ thu âm người Anh quốc Caron Wheeler nằm trong album phòng thu đầu tay của họ, Club Classics Vol. One (1989). Nó được phát hành như là đĩa đơn thứ tư trích từ album vào ngày 29 tháng 5 năm 1989 bởi Ten Records và Virgin Records, và là một trong hai tác phẩm Soul II Soul kết hợp với Wheeler cho Club Classics Vol. One, người sẽ trở thành thành viên chính thức của nhóm trong tương lai, bên cạnh "Keep On Movin'". Bài hát được đồng viết lời bởi hai thành viên lúc bấy giờ của nhóm Jazzie B và Nellee Hooper với Wheeler và Simon Law, trong khi phần sản xuất được đảm nhiệm bởi Jazzie B và Nellee Hooper. Ban đầu, phiên bản album của "Back to Life (However Do You Want Me)" là một bản a cappella, trước khi được thu âm và sản xuất lại hai phiên bản mới, trong đó bản thứ hai được sử dụng để phát hành làm đĩa đơn với lời bài hát và điệp khúc mới (bổ sung "However Do You Want Me" vào tiêu đề).
Sau khi phát hành, "Back to Life (However Do You Want Me)" nhận được những phản ứng tích cực từ các nhà phê bình âm nhạc, trong đó họ đánh giá cao giai điệu bắt tai, chất giọng của Wheeler cũng như quá trình sản xuất nó. Ngoài ra, bài hát còn gặt hái nhiều giải thưởng và đề cử tại những lễ trao giải lớn, bao gồm đề cử tại giải Brit năm 1990 cho Đĩa đơn Anh quốc của năm và chiến thắng một giải Grammy cho Trình diễn giọng R&B xuất sắc nhất của bộ đôi hoặc nhóm nhạc tại lễ trao giải thường niên lần thứ 32. "Back to Life (However Do You Want Me)" cũng tiếp nhận những thành công vượt trội về mặt thương mại, đứng đầu các bảng xếp hạng ở Hà Lan và Vương quốc Anh, đồng thời lọt vào top 10 ở hầu hết những quốc gia nó xuất hiện, bao gồm vươn đến top 5 ở những thị trường lớn như Bỉ, Đức, New Zealand, Thụy Điển và Thụy Sĩ. Tại Hoa Kỳ, nó đạt vị trí thứ tư trên bảng xếp hạng Billboard Hot 100, trở thành đĩa đơn duy nhất của nhóm vươn đến top 5 tại đây.
Video ca nhạc cho "Back to Life (However Do You Want Me)" được đạo diễn bởi Andy Delaney, trong đó bao gồm những cảnh Soul II Soul và Wheeler cùng nhau hát và nhảy múa trong một khu rừng. Để quảng bá bài hát, nhóm đã trình diễn nó trên nhiều chương trình truyền hình và lễ trao giải lớn, bao gồm The Arsenio Hall Show, Later... with Jools Holland, Top of the Pops và giải thưởng âm nhạc Soul Train năm 1990, cũng như trong nhiều chuyến lưu diễn của họ. Được ghi nhận là bài hát trứ danh trong sự nghiệp của Soul II Soul, bài hát đã được hát lại và sử dụng làm nhạc mẫu bởi nhiều nghệ sĩ, như George Michael, Mary J. Blige, DJ Clue?, JoJo và LeToya Luckett, cũng như xuất hiện trong nhiều tác phẩm điện ảnh và truyền hình, bao gồm American Crime Story, Belly, The Fresh Prince of Bel-Air và Towelhead. Ngoài ra, "Karma Chameleon" còn nằm trong nhiều album tuyển tập của nhóm, như Volume IV The Classic Singles 88–93 (1993) và Classic Masters (2003).

## Danh sách bài hát
Đĩa 7" tại châu Âu và Anh quốc
1. "Back to Life (However Do You Want Me)" – 3:48
2. "Back to Life (However Do You Want Me)" (không lời) – 4:23

Đĩa 12" tại châu Âu và Anh quốc
1. "Back to Life (However Do You Want Me)" (Club phối) – 7:37
2. "Back to Life (However Do You Want Me)" (Jam On The Groove) – 5:07
3. "Back to Life (However Do You Want Me)" (Back To The Beats) – 4:36

Đĩa CD tại châu Âu và Anh quốc
1. "Back to Life (However Do You Want Me)" – 3:48
2. "Back to Life (However Do You Want Me)" (Club phối) – 7:37
3. "Back to Life (However Do You Want Me)" (Jam On The Groove) – 5:07

## Xếp hạng
| Bảng xếp hạng (1989-90)                  | Vị trí cao nhất |
| ---------------------------------------- | --------------- |
| Úc (ARIA)                                | 45              |
| Áo (Ö3 Austria Top 40)                   | 13              |
| Bỉ (Ultratop 50 Flanders)                | 2               |
| Canada (RPM)                             | 11              |
| Canada Dance (RPM)                       | 1               |
| Châu Âu (European Hot 100 Singles)       | 1               |
| Đức (Official German Charts)             | 2               |
| Ireland (IRMA)                           | 6               |
| Hà Lan (Dutch Top 40)                    | 1               |
| Hà Lan (Single Top 100)                  | 1               |
| New Zealand (Recorded Music NZ)          | 1               |
| Thụy Điển (Sverigetopplistan)            | 3               |
| Thụy Sĩ (Schweizer Hitparade)            | 2               |
| Anh Quốc (OCC)                           | 1               |
| Hoa Kỳ Billboard Hot 100                 | 4               |
| Hoa Kỳ Dance Club Songs (Billboard)      | 1               |
| Hoa Kỳ Hot R&B/Hip-Hop Songs (Billboard) | 1               |

| Bảng xếp hạng (1989)                 | Vị trí |
| ------------------------------------ | ------ |
| Belgium (Ultratop 50 Flanders)       | 42     |
| Canada Dance (RPM)                   | 2      |
| Europe (European Hot 100 Singles)    | 19     |
| Germany (Official German Charts)     | 30     |
| Netherlands (Dutch Top 40)           | 7      |
| Netherlands (Single Top 100)         | 18     |
| Switzerland (Schweizer Hitparade)    | 8      |
| UK Singles (Official Charts Company) | 5      |
| US Hot Dance Club Songs (Billboard)  | 3      |
| US Hot R&B/Hip-Hop Songs (Billboard) | 11     |
| Bảng xếp hạng (1990)                 | Vị trí |
| US Billboard Hot 100                 | 42     |

## Chứng nhận
| Quốc gia | Chứng nhận | Số đơn vị/doanh số chứng nhận |
| --- | ---------- | ----------------------------- |
| Canada (Music Canada) | Vàng       | 50.000^                       |
| Anh Quốc (BPI) | Bạc        | 200.000^                      |
| Hoa Kỳ (RIAA) | Bạch kim   | 1.000.000^                    |
| * Chứng nhận dựa theo doanh số tiêu thụ. ^ Chứng nhận dựa theo doanh số nhập hàng. ‡ Chứng nhận dựa theo doanh số tiêu thụ và phát trực tuyến. |            |                               |